# Довгун, Тарас Сергеевич
Тарас Сергеевич Довгун (укр. Тарас Сергійович Довгун, позывной — Шершень; 13 апреля 2003, Лапаевка — 26 января 2023, Бахмут) — украинский военнослужащий, солдат, участник российско-украинской войны. Герой Украины (8 июля 2023, посмертно).

## Биография
В 2020 году окончил Лапаевский лицей имени Героя Украины Георгия Кирпы. После этого поступил на экономический факультет Львовского университета, но вскоре решил оставить учёбу и начал работать в частной компании.
С началом полномасштабного вторжения России в Украину 24 февраля 2022 года Тарас добровольно вступил в ряды Вооружённых Сил Украины. Он служил в составе 4-го батальона 125-й отдельной бригады территориальной обороны.
26 января 2023 года, во время выполнения боевого задания в районе Бахмута, Тарас погиб, подорвавшись на мине. Ему было 19 лет. Похоронен 2 февраля 2023 года в селе Майдан Львовского района.

## Награды
- Звание «Герой Украины» с удостоением ордена «Золотая Звезда» (8 июля 2023, посмертно) — за личное мужество и героизм, проявленные в защите государственного суверенитета и территориальной целостности Украины, верность военной присяге[2].